# Issyk-Kul (vùng)

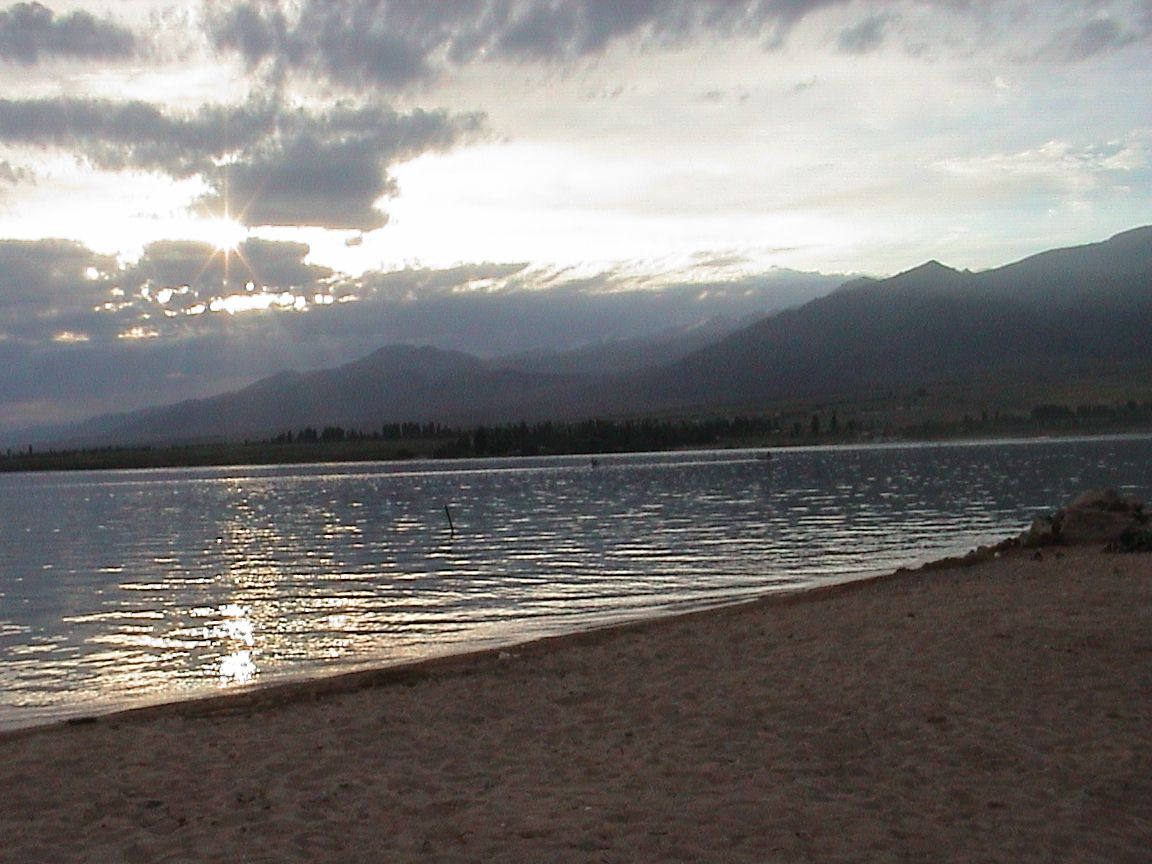
Issyk Kul

Vùng Issyk Kul là một vùng (oblast) của Kyrgyzstan. Thủ phủ đóng ở thành phố Karakol. Vùng này giáp các vùng: tỉnh Almaty, Kazakhstan (bắc), Chuy (vùng) (tây), Naryn (tây nam), và Tân Cương, Trung Quốc (đông nam).

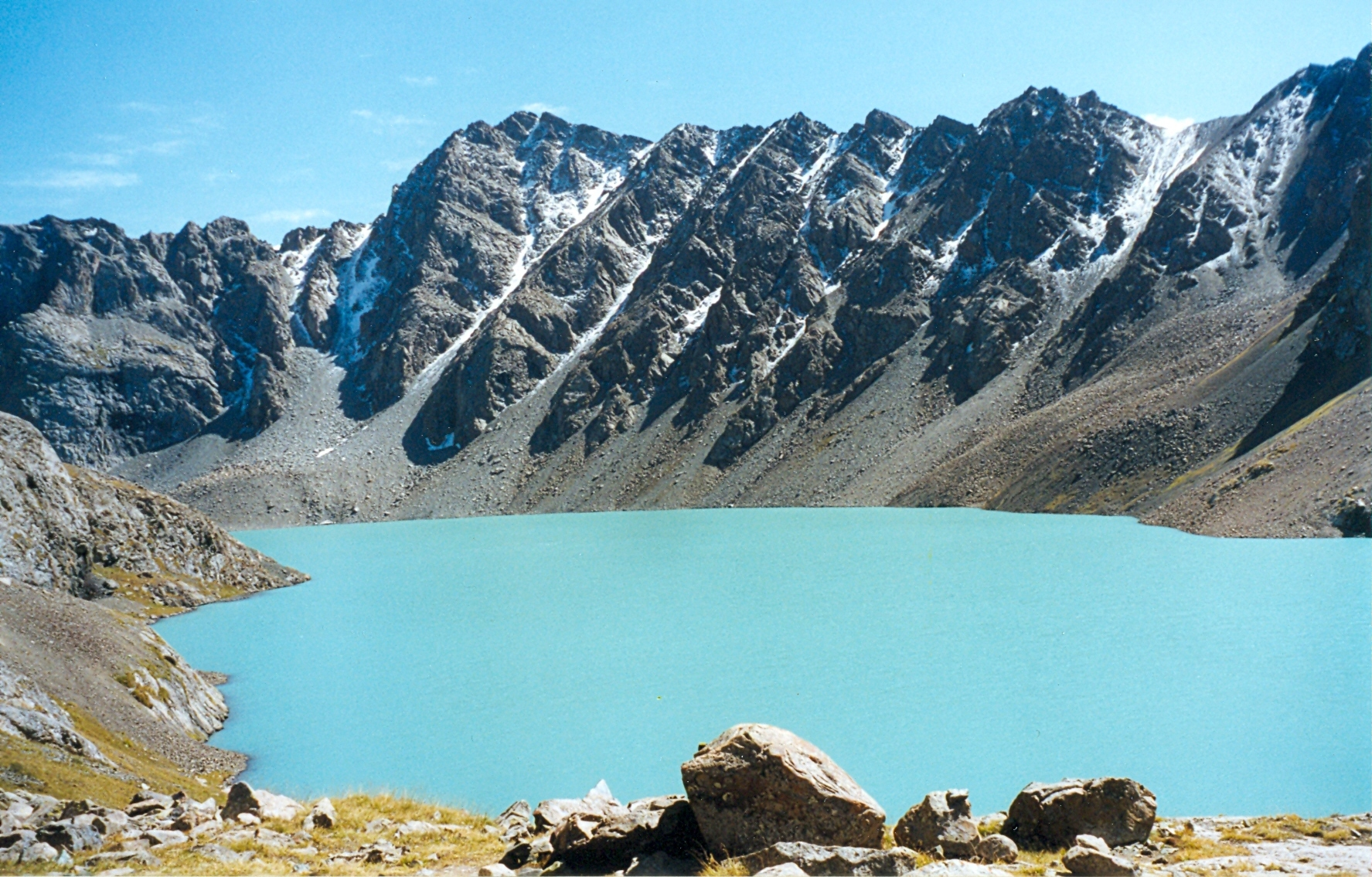
Hồ Ala-Kul trong dãy núi Terskey Alatau

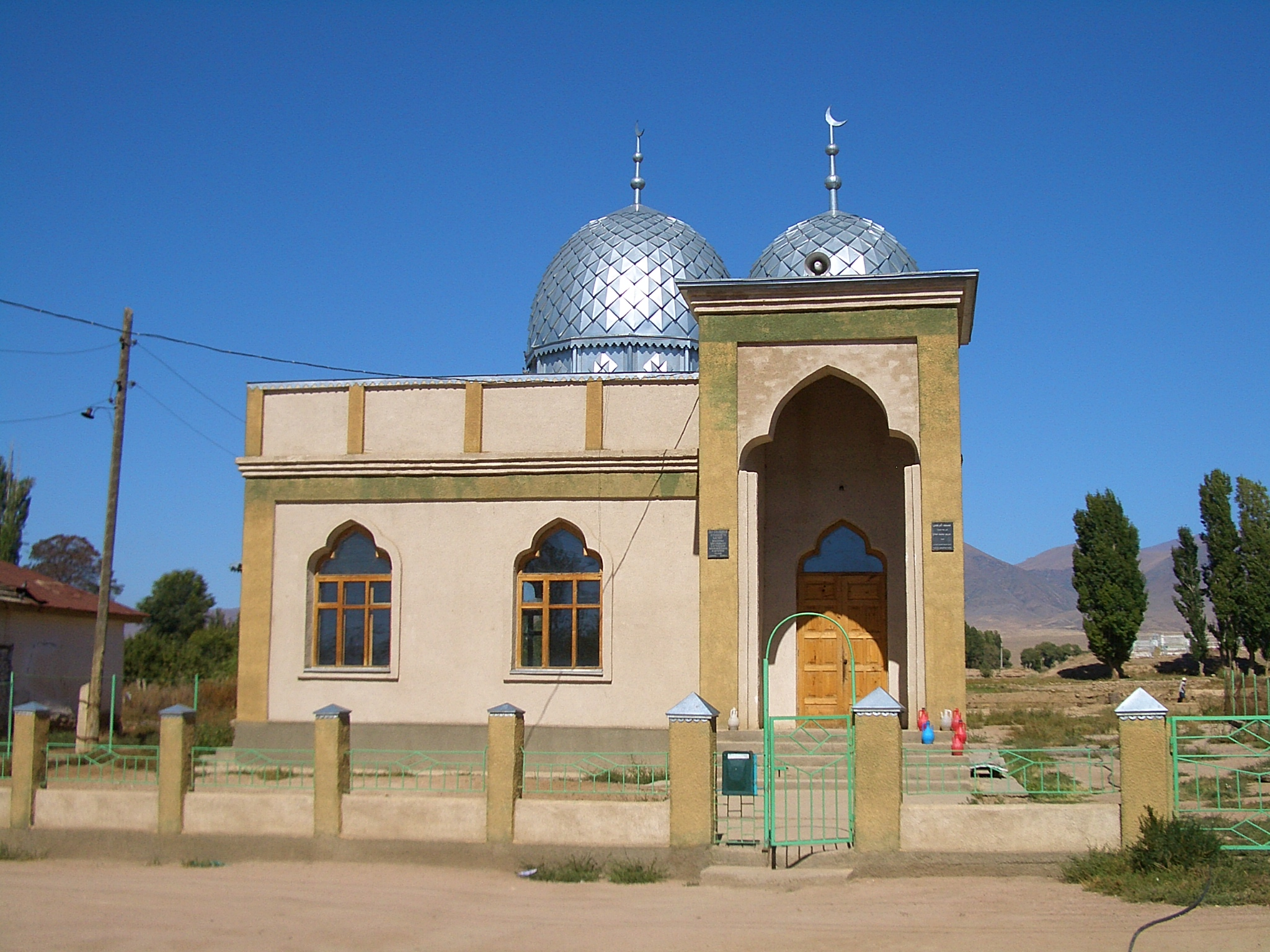
Một nhà thời Hồi giáo ở làng Tamchy, vùng Issyk Kul

Issyk Kul được chia thành 5 huyện::
| Huyện     | Huyện lỵ    |
| --------- | ----------- |
| Ak-Suu    | Karakol     |
| Jeti-Oguz | Kyzyl-Suu   |
| Tong      | Bokonbaev   |
| Tup       | Tyup        |
| Issyk Kul | Cholpon-Ata |